# اوتنگ
اوتنگ (به لهستانی:  Otyń) یک روستا در لهستان است که در گمینا اوتنگ واقع شده‌است. اوتنگ ۸٫۱۱ کیلومتر مربع مساحت و ۱٬۲۰۰ نفر جمعیت دارد.